# Американские молнии
«Американские молнии» (англ. American Flyers) — американский спортивный драматический фильм режиссёра Джона Бэдэма и продюсеров Полы Ванштейн и Гарета Уигана. Сценарий картины был написан Стивом Тесичем. Оператор — Дональд Питерман. Монтажёры — Джефф Джонс, Фрэнк Моррисс и Даллас Пуэтт. В главных ролях — Кевин Костнер, Дэвид Маршалл Грант, Рэй Дон Чонг, Александра Пол. Премьера картины состоялась 16 августа 1985 года.

## Сюжет
После длительного отсутствия спортивный врач Маркус Соммерс навещает свою семью в Сент-Луисе, в штате Миссури и сразу ссорится с матерью из-за того, как та перенесла смерть отца от аневризмы головного мозга. Маркус просит брата Дэвида поехать с ним в Мадисон, в штате Канзас, чтобы вместе провести время. Учитывая историю церебральной аневризмы в семье Соммерс, их мать обеспокоена тем, что теперь это заболевание может затронуть и Дэвида. Маркус убеждает Дэвида пройти обследование в центре спортивной медицины. Перед началом теста на тренажёре Дэвид говорит, что он просто хочет проехать на одну секунду быстрее, чем Маркус. Дэвид побивает рекорд брата, когда Маркус начинает подбадривать его, вместе со всеми присутствовавшими в палате. Дэвид случайно слышит разговор, в котором Маркус говорит, что не хочет волновать брата, и предполагает, что у него обнаружена аневризма.
Маркус показывает Дэвиду и его девушке Саре видео с прошлой гонки «Ад Запада». Во время просмотра он указывает на момент, когда покинул трассу в середине соревнования. Маркус убеждает Дэвида и Сару отправиться с ним в путешествие по пересеченной местности на велогонку «Ад Запада» в штате Колорадо. Когда в дороге они разбивают лагерь, Дэвид спрашивает Маркуса о том, как можно избавиться от аневризмы. Маркус говорит ему, что операция разрушит жизненно важные функции мозга. Позднее в придорожном кафе Дэвид знакомится с автостопщицей по имени Бекки и приглашает её присоединиться к ним. Братья тренируются перед соревнованиями. Сара и Бекки встречают на дороге Маззина, бывшего мужа Сары, и его друга Джерома, которые также являются старыми соперниками Маркуса по велоспорту. Между Маззином и Сарой возникает ссора, во время которой Сара берет большой камень и угрожает бывшему мужу. Напуганная Бекки тоже хватается за камень.
В гонке в Скалистых горах, которая разделена на три этапа среди гор и прерий, братья на головокружительной скорости соревнуются с лучшими велосипедистами мира. Во время первого этапа у Маркуса спускается колесо, которое Сара и Бекки ремонтируют, пока мимо проносятся гонщики. Маркус героически возвращает себе место впереди гонки и выигрывает первый этап у Маззина и Белова, олимпийского чемпиона из СССР. После заезда Маззин ругает репортёра из-за участия в бойкоте летних Олимпийских игр 1980 года. Пытаясь прорваться, Дэвид врезается в другого гонщика, и его велосипед оказывается повреждённым. Маркус, наблюдавший за братом с финиша, кричит Дэвиду взять велосипед и бежать с ним. Дэвид пересекает финишную черту, держа свой велосипед в руках и получает допуск к следующему этапу.
Маркус показывает Дэвиду, где на гоночной трассе расположены контрольно-пропускные пункты. Если Дэвид сможет первым пересечь все контрольно-пропускные пункты, он наверстает время и преодолеет отставание от лидеров гонки после первого этапа. Дэвид отрывается на втором этапе, пересекает первый контрольно-пропускной пункт и выигрывает тридцать секунд своего времени. Затем он пересекает другие контрольно-пропускные пункты и выигрывает уже две минуты своего времени. Тем временем Маркус замечает, что у него из носа и ушей течёт кровь. Он начинает раскачиваться на велосипеде и подает знак Саре и Бекки в командном фургоне, чтобы они помогли ему, пока он изо всех сил пытается удержаться на велосипеде на извилистой дороге. Сара хватает Маркуса с велосипеда, прежде чем тот срывается в обрыв. Группа гонщиков догоняет Дэвида, и на втором этапе он финиширует третьим. Бекки находит Дэвида в толпе и рассказывает ему, что случилось с Маркусом. Оказывается, что у него аневризма. Во время разговора на повышенных тонах, братья говорят, что любят друг друга. Дэвид сталкивается с дилеммой — сойти с гонки и позаботиться о брате или продолжить гонку и выиграть соревнование. Братья решают продолжить гонку. Бекки утешает Сару возле больницы. На гонке появляется мать Соммерсов и едет с Маркусом в командном фургоне.
Дэвид вырывается вперед. Конкуренты объясняют это юношеским энтузиазмом спортсмена, но через некоторое время они понимают, что Дэвид способен поддерживать гонку на очень высокой скорости. Во время горного этапа, Маззин приближается к Дэвиду с намерением обогнать его, но тот не уступает. Тогда Маззин пытается сбить Дэвида с дороги. В ответ Дэвид отталкивает Маззина и мчится к финишу. Он пересекает финишную черту первым, однако ему приходится ждать Маззина из-за преимущества последнего в одиннадцать секунд на втором этапе. Когда Маззин с трудом добирается до финишной черты, но смотрит на часы, показывающие одиннадцать секунд. Толпа празднует победу Дэвида. Спортсмена поздравляют мать, Сара и Бекки. Среди празднующих в толпе Дэвид ищет брата и видит, как тот стоит в стороне и наблюдает за ним. Дэвид подходит и обнимает Маркуса. Маркус встречается взглядом с матерью и жестом приглашает её подойти к ним. Маркус, Дэвид и их мать обнимаются, а затем улыбаются для фотографии.

## В ролях
| Актёр               | Роль                    |
| ------------------- | ----------------------- |
| Кевин Костнер       | Маркус Соммерс          |
| Дэвид Маршалл Грант | Дэвид Соммерс           |
| Рэй Дон Чонг        | Сара                    |
| Дженнифер Грей      | Лесли                   |
| Александра Пол      | Бекки                   |
| Дженис Рул          | миссис Соммерс          |
| Лука Берковичи      | Барри «Каннибал» Маззин |
| Роберт Таунсенд     | Джером                  |
| Джон Эймос          | доктор Конрад           |
| Дой Джонсон         | Рэндольф                |
| Джон Гарбер         | Белов                   |
| Стивен Ван Зандт    | велосипедист            |
| Эдди Меркс          | камео                   |

## Элементы
Команда 7-Илевен, показанная в фильме, была реальной командой, участвовавшей в велогонках Тур де Франс и Джиро д’Италия в 1980-х годах. Спонсором команды была компания Motorola. Большая часть гоночных кадров была снята на Coors Classic, ныне несуществующей многодневной гонке, которая на момент съёмок фильма была одним из ведущих мировых велосипедных соревнований. Два этапа показанной в фильме гонки — кольцевая гонка Моргул-Бисмарк в Боулдере и «Тур по Луне» у Национального памятника Колорадо — были легендарными этапами Coors Classic.
Велосипедист Эдди Меркс снялся в роли самого себя; показан в начале первого этапа гонки. Он был прототипом персонажа Барри «Каннибала» Маззина, которого играет Лука Берковичи. Меркса также называли «Каннибалом».
ShaverSport, компания, которая в фильме спонсирует команду Маркуса и Дэвида в гонке «Ад Запада», была реальной компанией. В 1980 году её основал бывший велосипедист Боб Шейвер с целью производства качественной велосипедной одежды. Кинокомпания Warner Brothers попросила ShaverSport разработать одежду специально для фильма. За время своего существования компания производила не только велосипедную экипировку, но и реплики трикотажных изделий ShaverSport и Hell of the West, которые были показаны в фильме. Главные герои — Маркус и Дэвид едут на шоссейных велосипедах Specialized Allez SE 1985 года выпуска с красной рамой в сценах гонок и большей части фильма.

## Критика
Фильм вышел ещё до того, как Кевин Костнер стал известным голливудским актёром. Картина была выпущена ограниченным тиражом 16 августа 1985 года и собрала в США 1,4 миллиона долларов. По состоянию на апрель 2022 года рейтинг фильма на Rotten Tomatoes составил 67 % на основе 21 отзыва со средней оценкой 5,6 из 10. Консенсус сайта гласит: «„Американские молнии“ занимают достойное место между семейной драмой и фильмом о велоспорте, что придаёт этой вдохновляющей спортивной картине статус больше, чем просто проходной».

## Музыка
Саундтрек к фильму был выпущен в 1985 году. Основная тема «Ад Запада» звучит в начале картины на фоне трансляции ABC Sports Международной гонки чемпионов в США с 1987 по 1997 год с задержкой на плёнке. Кристин Макви из «Флитвуд Мэк» предложили записать песню для саундтрека — «Slow Down», которая была записана, но не прозвучала в фильме.